# Дю Рье, Пьер
Пьер Дю Рье (фр. Pierre Du Ryer; 1605 – 6 октября 1658) — французский драматург, писатель, историк и переводчик. 

## Биография
Родился в Париже в 1605 году. Отец, Изаак Дю Рье, был интересной личностью в литературе в свое время поэтом. Про маму Пьера ничего не известно. Детство прошло в театральной среде. Получил хорошее образование и готовился к юридической карьере. Его самые ранние произведения это группа коротких стихов на латинском языке, которые были напечатаны в 1624 году, как вступление к Temps perdu - издание его отца.
В 1621 году Пьера назван секретарем королевской палаты "(secretaire de la chambre du roy)". Затем он был советником и секретарем короля и его финансов "(conseiller secretaire et du roy et de ses finances)". После женитьбы не мог обеспечивать свою семью и был вынужден продать должность в 1633 году. Стал секретарем герцога Сезара Вандомского.
В период 1633-1640 гг. Дю Рье экспериментирует с различными драматическими формами, пишет трагикомедии и начинает заниматься переводами. После 1640 года обеспечивает семью только своими пьесами и переводами.
Его перевод философа Ливия был посвящен королеве Швеции Кристине, перевод Севера — определенном господину Дю Мас. После 1640 года он больше не посвящал никому своих работ. Его переводы Цицерона, Страда, Геродота, Фрейншейма, Сенеки, Ливия, Полибия и Овидия оставались популярными до конца 17-го и начала 18-го века.
Работа драматурга и переводчика привела его в академию 21 ноября 1646 года. Члены Академии тогда считали Пьера Дю Рье ровней Пьеру Корнелю. Он был преемником одного из учредителей заведения и стал его девятнадцатым членом. Примерно в это время Пьер переселился в село Пикпус.
Первой женой была мещанка Женевьев Фунье, которая родила по крайней мере четырех детей — Лукреция, Пьер, Элизабет, Марта. Вскоре после смерти Женевьев в 1953 году, он женится снова с Мари де Боннер. Они имели по крайней мере еще одного ребенка. Хотя брак с Мари принес ему достаточно денег, что позволяло прожить последние годы в комфорте, Пьер Дю Рье не перестал заниматься переводами до конца своей жизни.
Умер 6 октября 1658 года.

## Пьесы
- Aretaphile, трагикомедия (1628)
- Clitophon, трагикомедия (1628)
- Argenis et Poliarque, трагикомедия, первое издание (1630)
- Argenis, трагикомедия, второе издание (1631)
- Lisandre et Caliste, трагикомедия (1632)
- Amarillis, пастораль (1631)
- Alcimedon, трагикомедия (1634)
- Les Vendanges de Suresne, комедия (1636)
- Cleomedon, трагикомедия (1635)
- Lucrece, трагедия (1637)
- Alcionee, трагедия (1640)
- Clarigene, трагикомедия (1638)
- Saul, трагедия (1642)
- Esther, трагедия (1643)
- Scevole, трагедия (1647)
- Berenice, трагикомедия (1645)
- Thémistocle, трагедия (1648)
- Nitocris, трагикомедия (1650)
- Dynamis, трагикомедия (1653)
- Anaxandre, трагикомедия (1655)